# مركز ميونيخ لتوثيق تاريخ الاشتراكية الوطنية

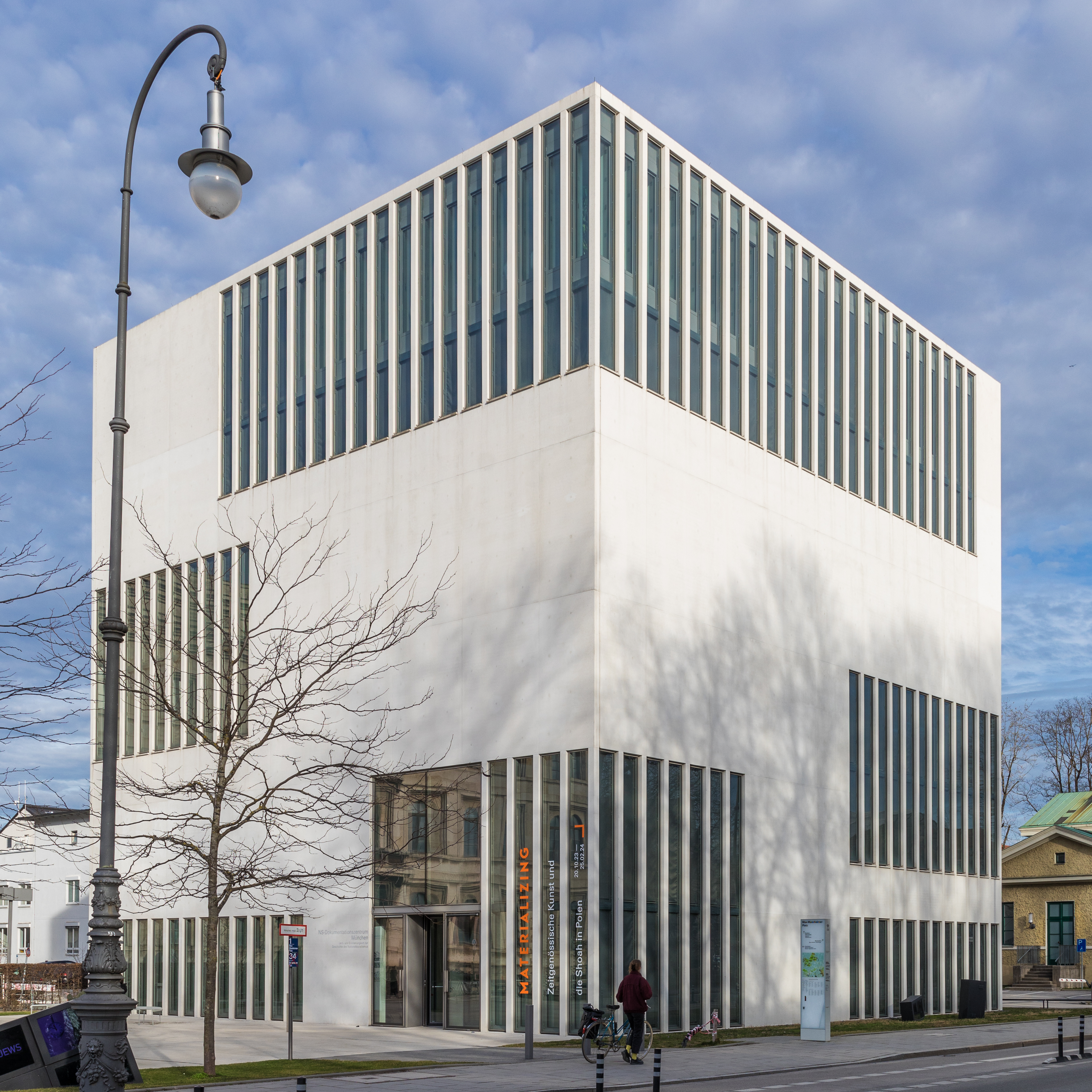
المركز الاشتراكي الوطني للتوثيق، 2015

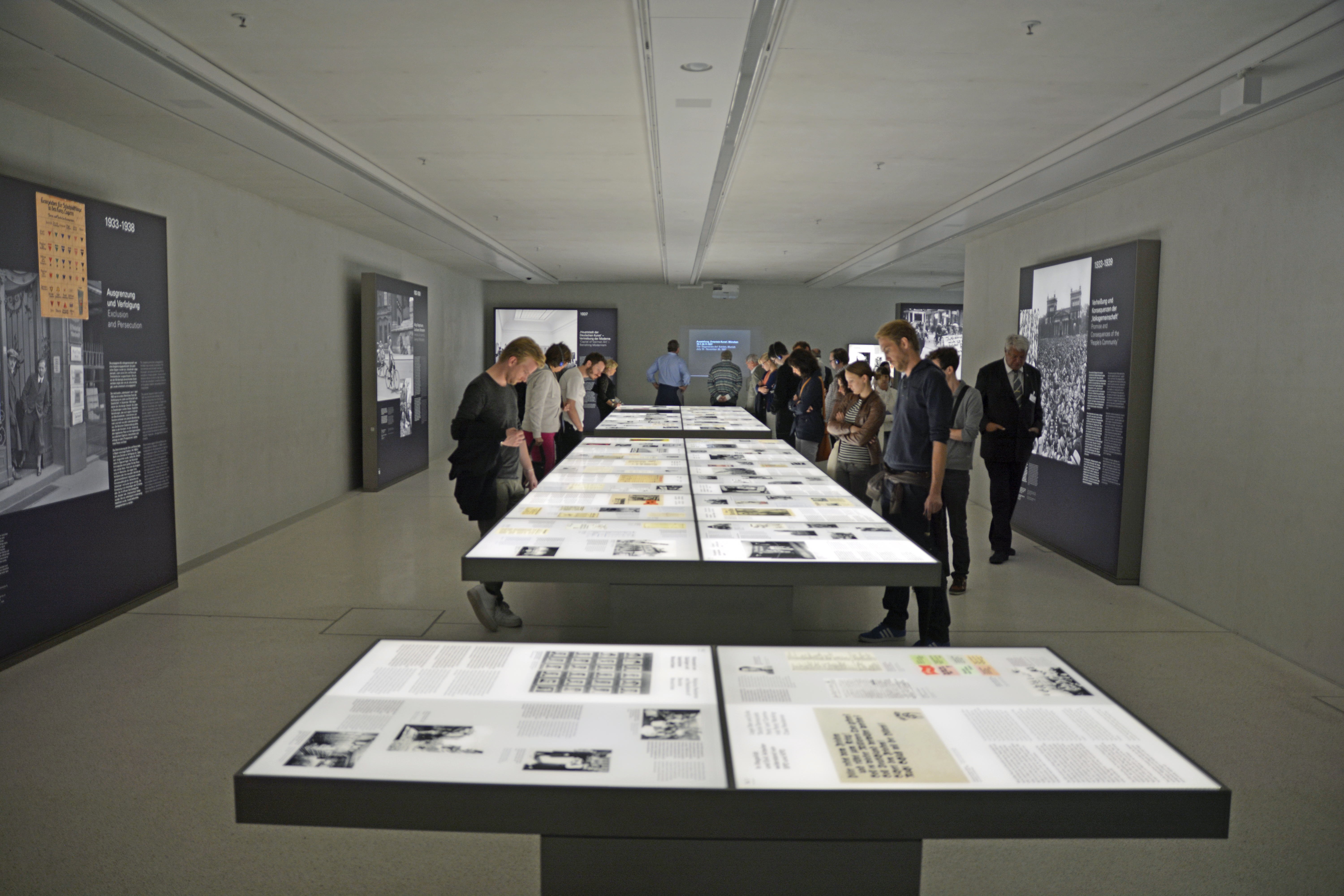
داخل مركز التوثيق، 2015

مركز ميونيخ لتوثيق تاريخ الاشتراكية الوطنية هو متحف في منطقة ماكسفورشتات في ميونيخ بألمانيا، ويركز على تاريخ وعواقب النظام النازي ودور ميونيخ كونها هاوبتشتات دير بيفيجونج (عاصمة الحركة).

## تاسيس
في ديسمبر 2005، أعلنت حكومة بافاريا أن المتحف سيكون في موقع براون هاوس السابق، مقر الحزب النازي، الذي لعب دورًا مهمًا في ميونيخ كعاصمة للحركة خلال صعود الحزب وتطبيق النازية.  تقع ساحة كونيغبلاتز، وهي ساحة للتجمعات الجماهيرية للحزب النازي، على طول النظر.
تم وضع حجر الأساس للمبنى في مارس 2012.  افتتح المتحف للجمهور في مايو 2015. 

### اقتباسات
1. ↑  مُعرِّف عنصر فاكتغريد (FactGrid): Q418266. الوصول: 18 يوليو 2022.
2. ↑  Landeshauptstadt München 2015.
3. ↑  "Grundsteinlegung für das NS-Dokumentationszentrum München" (press release) (بالألمانية). City of Munich. muenchen.de. 7 Mar 2012. Archived from the original on 2012-06-13. Retrieved 2017-10-20.
4. ↑  "Historikerin Zadoff leitet Münchner NS-Dokumentationszentrum" (in German). October 18, 2017. زود دويتشه تسايتونج. sueddeutsche.de. Retrieved 18 October 2017. نسخة محفوظة 19 أكتوبر 2017 على موقع واي باك مشين. [وصلة مكسورة]